# Eberhard Itzenplitz
Eberhard Itzenplitz (Holzminden, 8 novembre 1926 – Monaco di Baviera, 21 luglio 2012) è stato un regista tedesco.

## Biografia
Eberhard Itzenplitz proviene da una antica famiglia brandeburghese gli Itzenplitz, i quali si spostarono da Holzminden in Sassonia. Il padre Hans-Jürgen Itzenplitz fu un ufficiale della Luftwaffe, la madre Hildegard Langemeyer, era di  Holzminden. A Lipsia frequenta il Königin-Carola-Gymnasium. La maturità la prenderà a Berlino. Finita la guerra raggiungerà Magdeburgo sotto il controllo sovietico. Studiò dal 1948 al 1952 germanistica, storia dell'arte e filosofia alla Ludwig-Maximilians-Universität München e Georg-August-Universität Göttingen, dove poi studierà per diventare regista e farà da assistente a Heinz Hilpert. Nel 1953 si laurea a Gottinga in filosofia con tesi sul teatro del periodo di Goethe.
Tra il 1953 e il 1960 fa da assistente alla regia in diversi film, con Karl Ritter, Georg Tressler e William Dieterle. Dal 1961 al 1964 fu procuratore e direttore della divisione televisiva del Bertelsmann group. Dal 1966 al 1972 direttore della  München-Film GmbH.
Itzenplitz visse e lavorò a Monaco, sposato dal 1954 con Gisela Karge, ebbero il figlio Stephan Itzenplitz.
Il lascito del regista lo si trova nell'archivio della Akademie der Künste di Berlino.

## Filmografia (parziale)
- 1937: Streit um den Knaben Jo (attore)
- 1954: Drei vom Varieté (attore)
- 1954: Rosen aus dem Süden (attore)
- 1956: Zwei Bayern in St. Pauli (soggetto)
- 1962: Die weiße Weste (TV)
- 1964: Sechs Personen suchen einen Autor (TV)
- 1965: Hotel der toten Gäste
- 1965: Exil (TV)
- 1966: Der Mann mit der Puppe (TV)
- 1967: Drei Jahre (TV)
- 1967: Der dritte Handschuh
- 1968: Prüfung eines Lehrers (TV)
- 1969: Die Dubrow-Krise (TV)
- 1969: Nur der Freiheit gehört unser Leben (TV)
- 1970: Der Pedell (TV)
- 1970: Bambule (TV)
- 1970: Federlesen (TV)
- 1972: Veränderungen in Milden (TV)
- 1972: Tod im Studio (TV)
- 1973: Sittengemälde (TV)
- 1973: Ein Leben' (TV)
- 1974: Der Tod der Schneevögel (TV)
- 1976: Die neuen Leiden des jungen W. (TV)
- 1977: Der Weilburger Kadettenmord (TV)
- 1977: Tod des Camilo Torres oder Die Wirklichkeit hält viel aus (TV)
- 1978: Der Friede von Locarno (TV)
- 1979: Andreas Vöst (TV)
- 1979: Das tausendunderste Jahr (TV)
- 1981: Im Morgenwind (TV)
- 1981: Tatort: Katz und Mäuse (TV)
- 1983: Für ’n Groschen Brause (TV)
- 1984: Feuer für den großen Drachen (TV)
- 1985: Bereit zum Mord (TV)
- 1985: Die Mitläufer (con Erwin Leiser)
- 1985: Bartolomé oder die Rückkehr der weißen Götter (TV)
- 1987: Wanderungen durch die Mark Brandenburg (TV)
- 1988: Der Alte (2ep.)
- 1989: Schwarzenberg (TV)
- 1989: Eine unheimliche Karriere
- 1990: Moffengriet – Liebe tut, was sie will
- 1994–1995: Air Albatros (TV)
- 1996–1997: L'ispettore Derrick (5 ep.)